# Jean-Pierre Bayle
Jean-Pierre Bayle (Burdeos, 11 de septiembre de 1920-Pessac, 1992) fue un piloto de motociclismo francés, que compitió en el Campeonato del Mundo de Motociclismo entre la temporada 1954 hasta 1960.

## Resultados en el Campeonato del Mundo
Sistema de puntuación desde 1950 hasta 1968:
| Posición | 1.º | 2.º | 3.º | 4.º | 5.º | 6.º |
| Puntos   | 8   | 6   | 4   | 3   | 2   | 1   |

(Carreras en negrita indica pole position, carreras en cursiva indica vuelta rápida)
| Año  | Cat.  | Moto       | 1       | 2     | 3       | 4       | 5       | 6       | 7     | 8     | 9     | Pts. | Pos. |
| ---- | ----- | ---------- | ------- | ----- | ------- | ------- | ------- | ------- | ----- | ----- | ----- | ---- | ---- |
| 1954 | 250cc | Moto Guzzi | FRA 8   | IOM - | ULS -   | BEL -   | NED -   | GER -   | SUI - | NAT - | ESP - | 0    | -    |
| 1954 | 500cc | Norton     | FRA Ret | IOM - | ULS -   | BEL -   | NED -   | GER -   | SUI - | NAT - | ESP - | 0    | -    |
| 1955 | 500cc | Norton     | ESP -   | FRA 9 | IOM -   | GER -   | BEL -   | NED -   | ULS - | NAT - |       | 0    | -    |
| 1956 | 250cc | NSU        | IOM -   | NED - | BEL 6   | GER -   | ULS -   | NAT 13  |       |       |       | 1    | 18.º |
| 1956 | 350cc | Norton     | IOM -   | NED - | BEL 20  | GER -   | ULS -   | NAT 11  |       |       |       | 0    | -    |
| 1956 | 500cc | Norton     | IOM -   | NED - | BEL -   | GER -   | ULS -   | NAT Ret |       |       |       | 0    | -    |
| 1958 | 350cc | Norton     | IOM -   | NED - | BEL 23  | GER -   | SWE -   | ULS -   | NAT - |       |       | 0    | -    |
| 1958 | 500cc | Norton     | IOM -   | NED - | BEL 15  | GER -   | SWE -   | ULS -   | NAT - |       |       | 0    | -    |
| 1959 | 350cc | Norton     | FRA 14  | IOM - | GER -   |         |         | SWE -   | ULS - | NAT - |       | 0    | -    |
| 1959 | 500cc | Norton     | FRA Ret | IOM - | GER Ret | NED -   | BEL 17  |         | ULS - | NAT - |       | 0    | -    |
| 1960 | 350cc | Norton     | FRA 14  | IOM - | NED -   |         |         | ULS -   | NAT - |       |       | 0    | -    |
| 1960 | 500cc | MV Agusta  | FRA 14  | IOM - | NED -   | BEL Ret | GER Ret | ULS -   | NAT - |       |       | 0    | -    |